# Ariamaces
Ariamaces (en griego antiguo: Ἀριμάζης) o Ariomaces (Ἀριομάζης) fue un jefe sogdiano que en el año 329 a. C. dirigió en el sitio de la Roca Sogdiana (también conocida como la Roca de Ariamaces o Sisimitres) a las fuerzas sogdianas que se habían rebelado contra el dominio macedonio de Alejandro Magno. 

## Historia
En un principio, Ariamaces se negó a rendirse debido a la fuerte posición de la que disfrutaba: la fortaleza de la Roca Sogdiana se hallaba en una mesa en lo alto de una enorme montaña, tenía fuentes de agua potable propias, estaba defendida por alrededor de 30,000 hombres y poseía suministros que podrían durar dos años. Debido a esto, cuando Alejandro rodeó la montaña con sus hombres y pidió la rendición de los sogdianos, Ariamaces, sintiéndose confiado, contestó que Alejandro solo podría derrotarlo cuando tuviera "hombres con alas".
Sin embargo, en una audaz maniobra, Alejandro envió a 300 de sus mejores guerreros a escalar la montaña de noche hasta que llegaron a una posición ubicada arriba de la fortaleza, de manera que ahora podía atacarla desde arriba con sus 300 guerreros y desde abajo con el resto del ejército macedonio. Alejandro. entonces, le informó a Ariamaces con sorna que sus "hombres con alas" ya habían logrado flanquear las posiciones sogdianas y Ariamaces, sorprendido y desmoralizado ante la inesperada movida macedonia, aceptó rendirse de inmediato.
Entre los prisioneros sogdianos capturados se encontraba Roxana, la joven hija de Ariamaces, quien se dice era tan hermosa que Alejandro proclamó que era la mujer más adorable de toda Asia exceptuando a Estatira, la esposa del emperador persa Darío III. Alejandro se enamoró a primera vista de Roxana y, poco tiempo después, la llevó a la ciudad de Bactra (en el actual Balj) donde se casó con ella.
El historiador romano Curcio Rufo asegura, en su relación de la vida de Alejandro Magno, que Ariamaces fue crucificado y los defensores de la Roca Sogdiana fueron masacrados mientras que las mujeres y niños fueron vendidos como esclavos; sin embargo, ningún otro historiador concuerda con esta versión que es considerada falsa: Arriano, Polieno y Estrabón contradicen esta versión y relatan que la vida y dignidad de Ariamaces fueron respetadas, lo cual es consistente con la política de Alejandro de ser magnánimo con enemigos que eran valientes en batalla o que se sometían voluntariamente.